# トウノウネコノメ
トウノウネコノメ（東濃猫の目、学名：Chrysosplenium pseudopilosum）は、ユキノシタ科ネコノメソウ属の多年草。1999年に若林三千男および高橋弘によって新種記載された。

## 特徴
根出葉は扇形から円形で、長さ5-8mm、幅-10mm、縁に円い鋸歯があり、葉柄は長さ9-15mmになる。花茎は高さ3-8cmになり、白色の長い剛毛またはまばらな毛が生える。茎葉は1-2対が対生し、葉身は長さ2-7mm、幅4-10mm、葉柄は長さ3-8mmになる。苞葉は緑色で径2-6mm、扇形または倒卵状扇形で、基部はくさび形、両側に1-3個の鋸歯がある。
花期は3月-4月上旬。花は直径3.5-3.8mm。萼裂片は4個あり、裂片は直立し、先端は切形、黄緑色から鮮黄色で、萼裂片の外側は無毛。雄蕊は8個あり、長さ2.7-2.8mm、ふつう萼片より短いことはなく、萼片から突き出る。葯は黄色で長さ0.7mm。花柱は開花期に直立し、長さ1.4-1.8mm。果実は蒴果で、2個の心皮はわずかに大きさが異なり、50-80度の角度で斜上する。種子は卵形体で長さ約0.5mm、12条の縦稜に棒状の小さな突起がならぶ。染色体数は2n=24。

## 分布と生育環境
日本固有種。本州の中部地方の岐阜県南東部、愛知県北部に分布し、山地の谷沿いに生育する。

## 名前の由来
和名トウノウネコノメは、「東濃猫の目」の意。岐阜県東濃地方に分布することからつけられた。
種小名（種形容語）pseudopilosum は、pseudo-pilosum であり、pseudo- は、「～に似た」「偽の～」の意味、pilosum は、「長軟毛のある」の意味であるが、同属のコガネネコノメソウの基本種の学名は、Chrysosplenium pilosum であり、この場合、「コガネネコノメソウ（基本種、ケネコノメソウ）に似た」の意味となる。

## ギャラリー

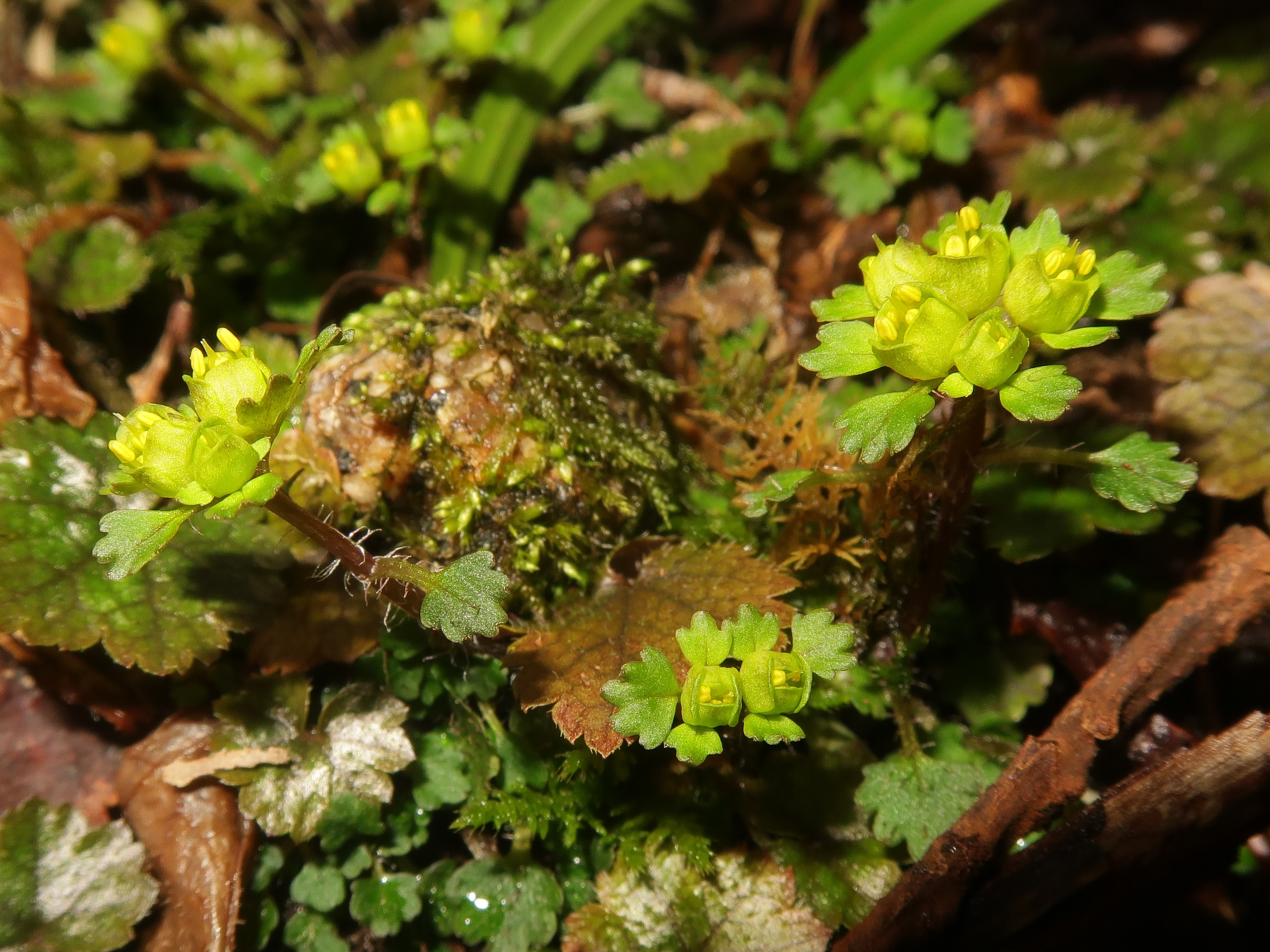
葯は黄色で、雄蕊も花柱も萼片から突き出る。
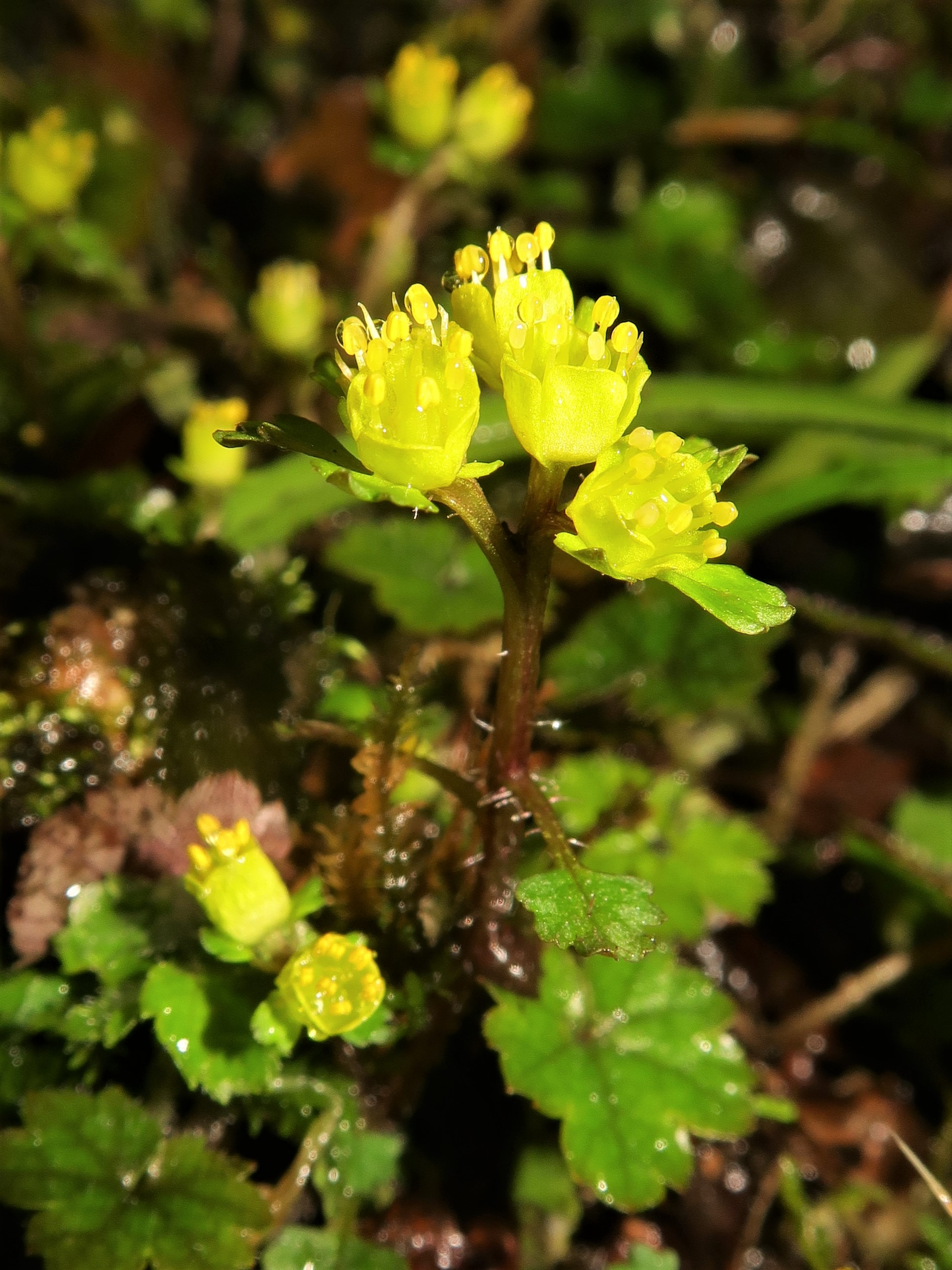
萼裂片の外側は無毛。

## ヤマシロネコノメ
下位分類として変種にヤマシロネコノメ（山城猫の目、Chrysosplenium pseudopilosum Wakab. et Hir.Takah. var. divaricatistylosum Wakab. et Hir.Takah. (1999) ）がある。基本種との違いは、花がやや大きいこと、萼裂片の外側は有毛であること、2個の残存花柱は広角度で開出すること等である。
根出葉は長さ7-10mm、幅7-12mm、円い鋸歯があり、葉柄は長さ12-20mmになる。花茎は高さ2-11cmになり、白い長軟毛が生える。茎葉は対生し、葉身は長さ3-9mm、幅4-12mm、葉柄は長さ3-10mmになる。苞葉は径2-7mm。花期は3-5月。花は直径約4.6mmで、萼裂片は黄緑色から黄色で、4個が直立し、裂片の外側に毛が散在する。雄蕊は8個で、萼から突出する。葯は黄色。果実は蒴果で2個の心皮はわずかに大きさが異なり、140-180度の広角度で斜上する。種子は卵形体で長さ約0.5mm、12条の縦稜に半円形のいぼ状の小さな突起がならぶ。染色体数は2n=25、29。京都市北部および南西部に分布し、山地の谷沿いに生育する。1999年に若林三千男および高橋弘によって新変種として、基本種とともに記載された。
変種名 divaricatistylosum は、「広い開度をもって分かれた花柱のある」の意味。

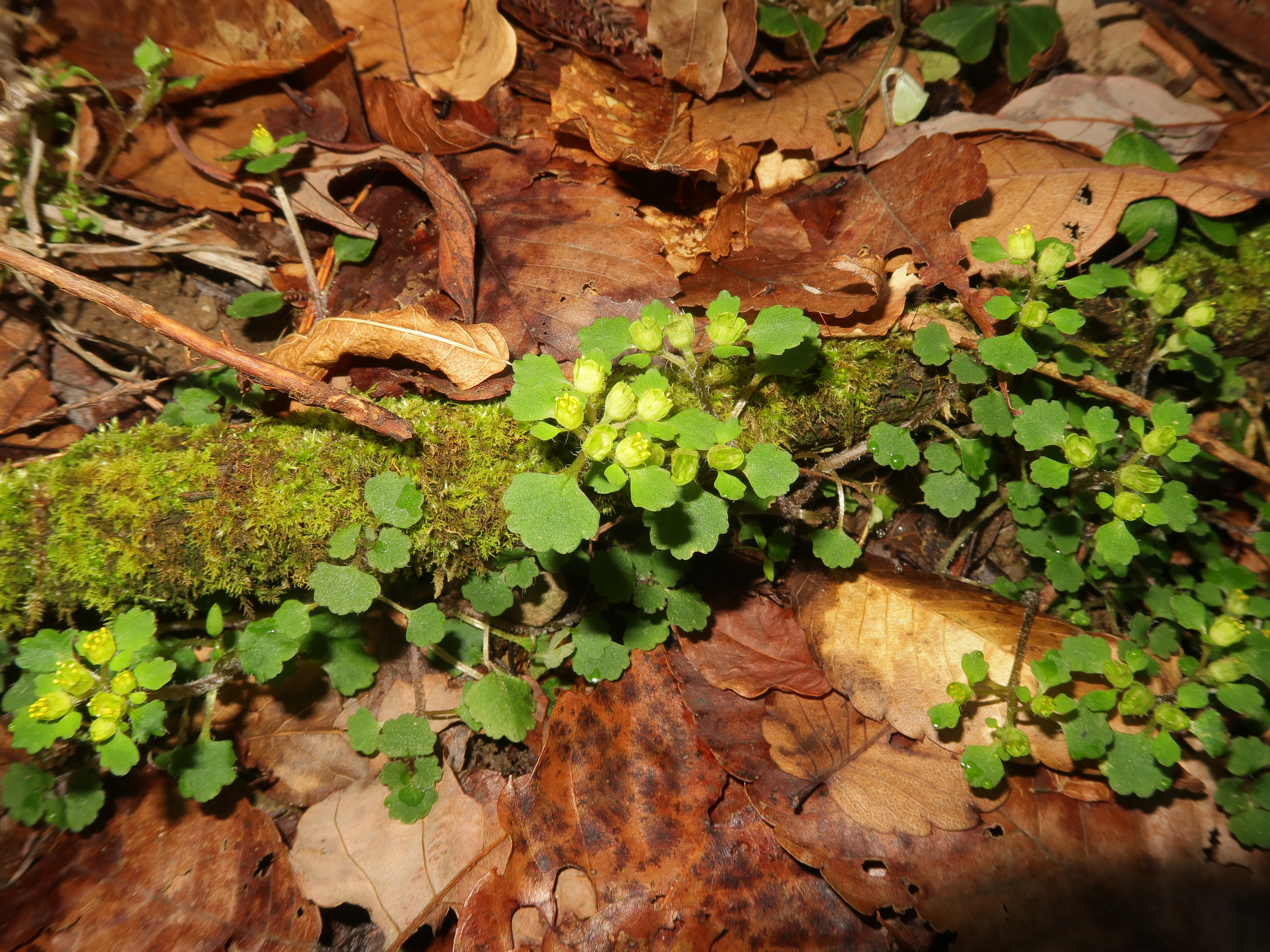
京都府京都市 2021年3月下旬
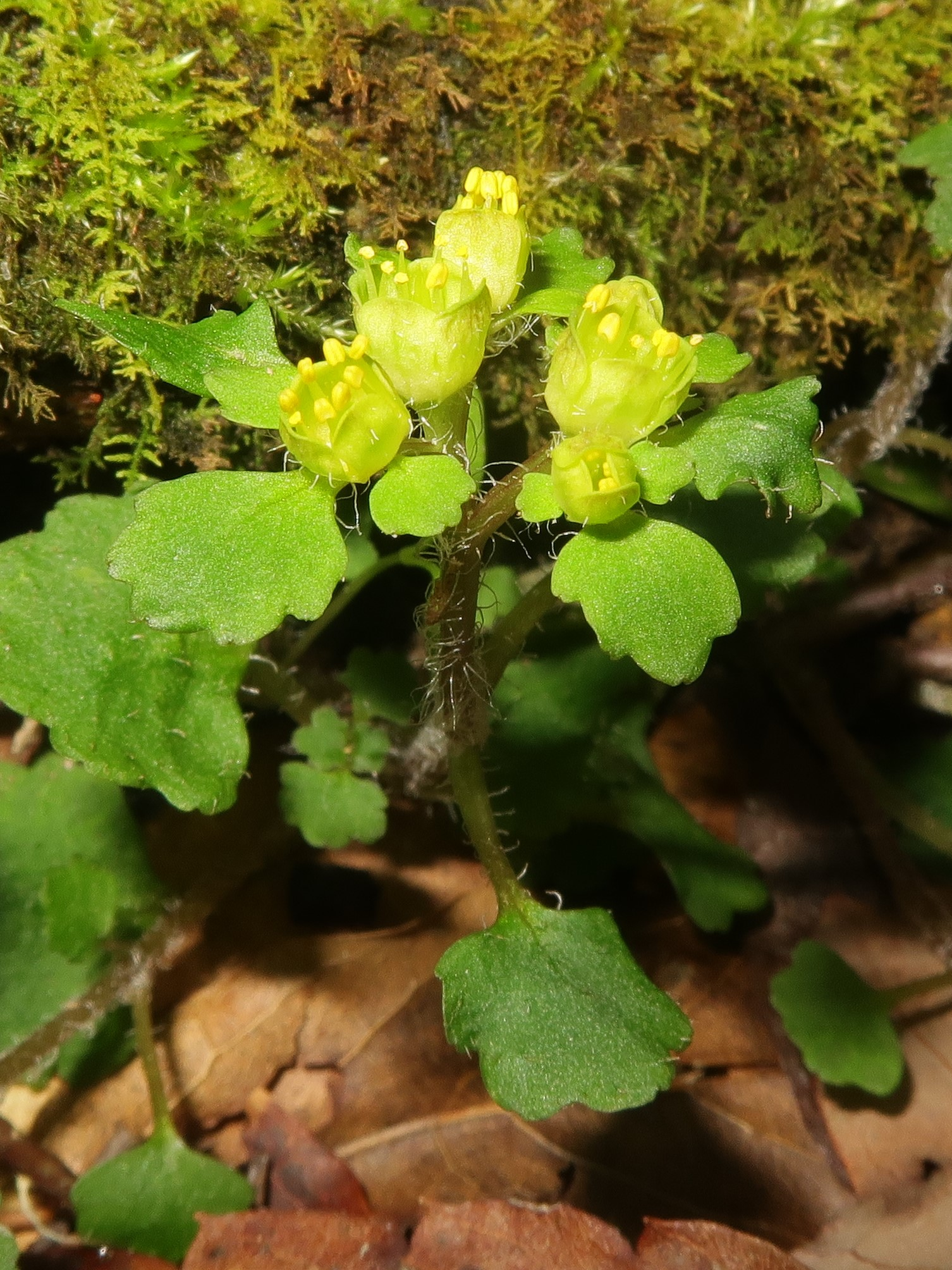
雄蕊は8個で、萼から突出する。葯は黄色。
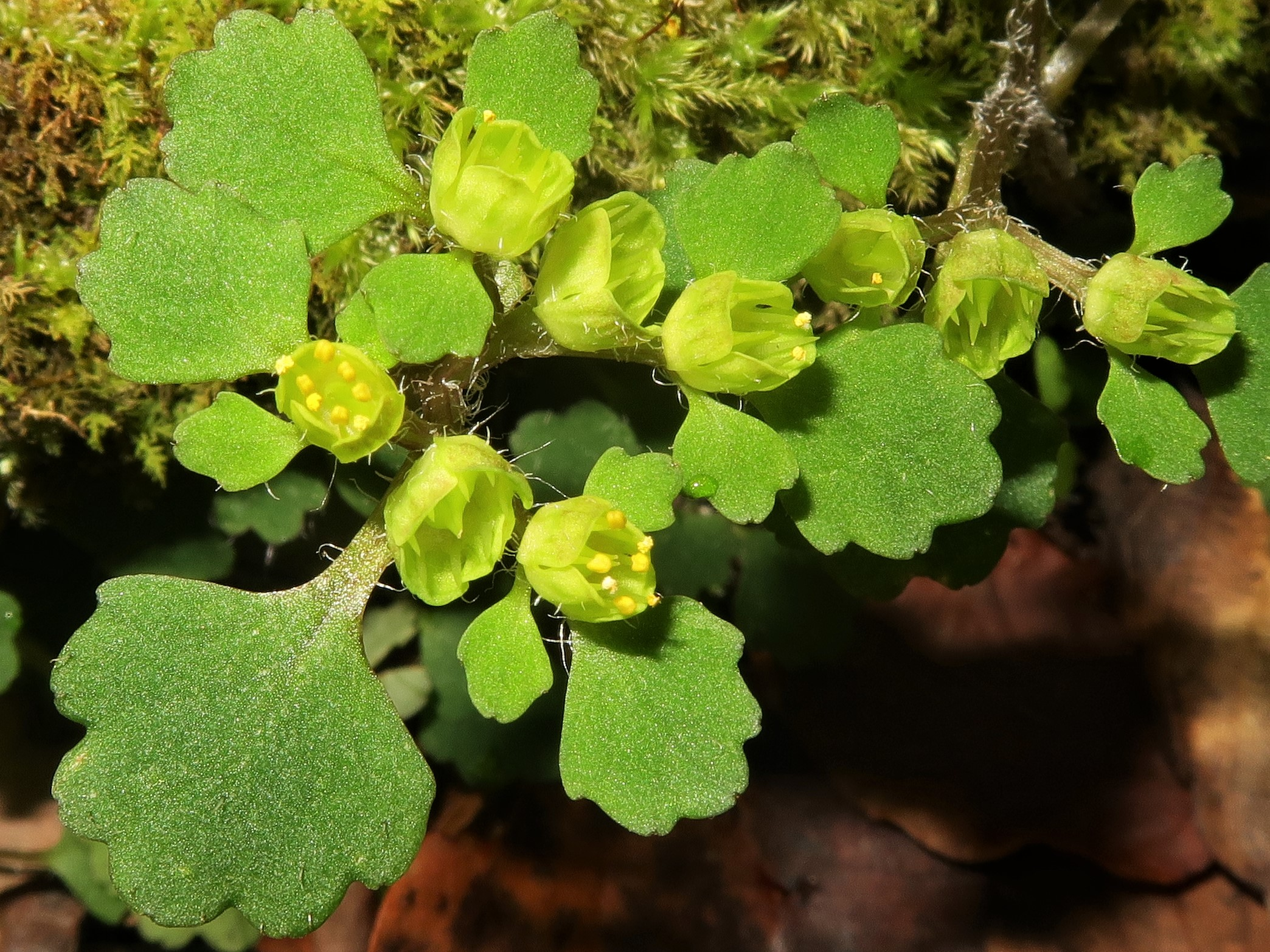
萼裂片は黄緑色から黄色で、4個が直立し、裂片の外側に毛が散在する。

## 分類
トウノウネコノメは、本州（関東地方以西）、四国、九州に分布するコガネネコノメソウ Chrysosplenium pilosum var. sphaerospermum に似るが、同種は雄蕊や花柱は萼裂片より短く、萼裂片を突出することがない。また、同種は子房中位である。それに対して、本種は雄蕊や花柱は萼裂片より長く、萼裂片を突出する。また、本種は子房上位で、またはその約4分の1のみが基部で萼と癒合するという特徴をもつ。

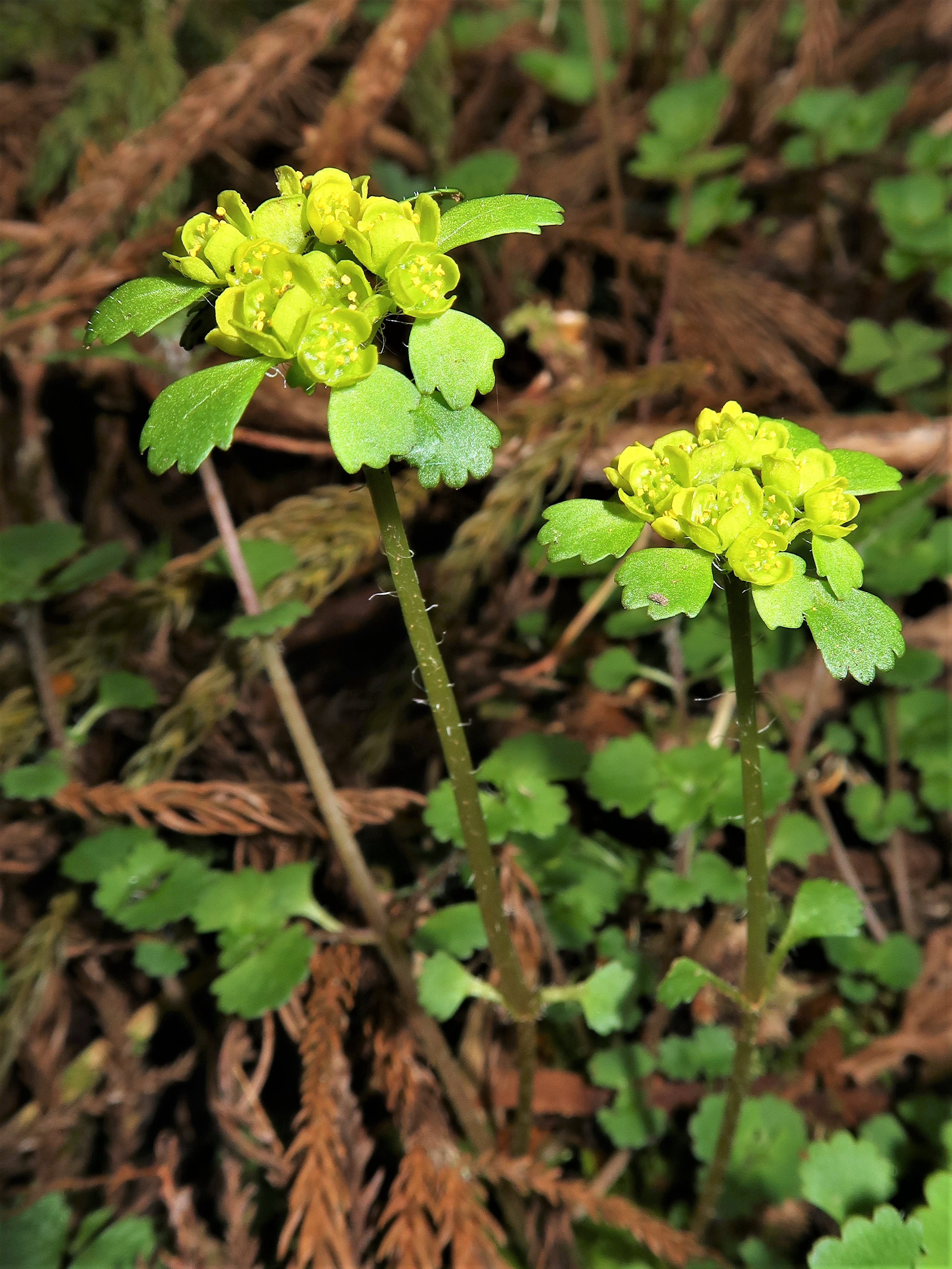
コガネネコノメソウ
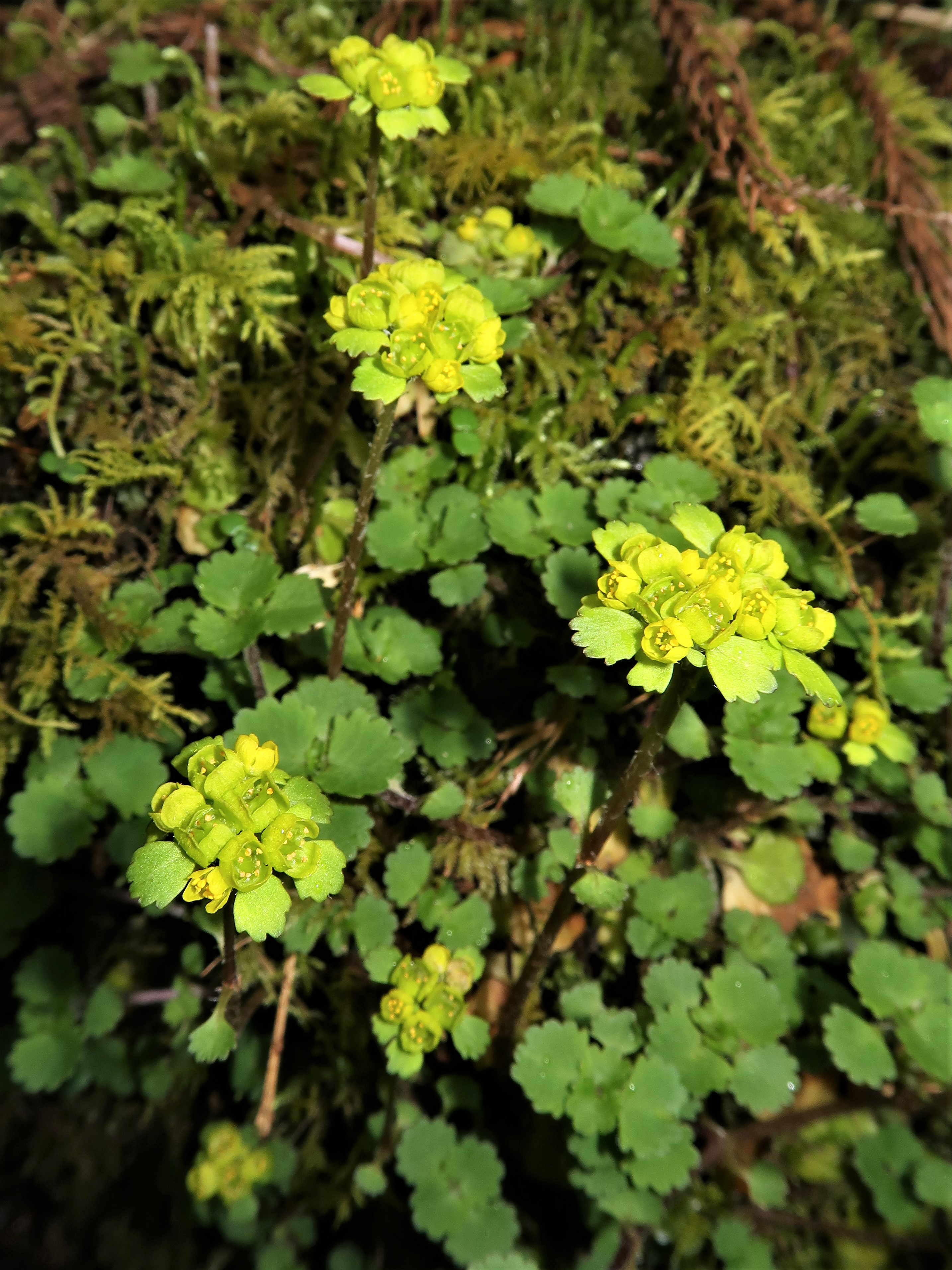
雄蕊や花柱は萼裂片より短く、萼裂片を突出することがない。